# Seleção Montenegrina de Futebol
A Seleção Montenegrina de Futebol representa Montenegro nas competições de futebol da FIFA e da UEFA. A seleção foi formada em 2006, após a dissolução da Sérvia e Montenegro, sendo uma das duas sucessoras da Seleção Servo-montenegrina de Futebol, junto com a Sérvia. 
Teve como melhor fase na historia a sua participação nas Eliminatórias da Copa de 2014, onde ficou algumas rodadas em primeiro lugar no grupo que continha a tradicional Inglaterra, além das seleções da Polônia e da Ucrânia. Foi a melhor campanha da Seleção Montenegrina.

## Entrada na UEFA
A seleção se formou após a Copa do Mundo de 2006. Em outubro do mesmo ano, ela se tornou membra provisória da UEFA, mas só em 26 de janeiro de 2007 associou-se ao órgão máximo do futebol europeu definitivamente. A primeira competição oficial que participou foi as Eliminatórias da Copa do Mundo de 2010.

## Primeira partida
Em 24 de março de 2007, realizou-se o primeiro jogo, no seu recente estádio Stadion pod Goricom, em Podgorica. A partida foi contra a Hungria com a vitória de virada do recente selecionado por 2 a 1.

## Primeira competição
A primeira competição da seleção foi a Copa Kirin de 2007. Teve um mau desempenho, não fazendo gols nem vencendo. Perdeu de 2 a 0 para o Japão e de 1 a 0 para a Colômbia.

## Uniformes

### Uniformes atuais
- 1º - Camisa vermelha, calção e meias vermelhas;
- 2º - Camisa branca, calção e meias brancas.

| Primeiro Uniforme | Segundo Uniforme |  |

### Uniformes dos goleiros
- Camisa amarela, calção e meias pretas;
- Camisa branca, calção cinza e meias pretas.

| Cores do Time · Cores do Time · Cores do Time · Cores do Time · Cores do Time | Cores do Time · Cores do Time · Cores do Time · Cores do Time · Cores do Time |  |

### Uniformes anteriores
- 2011-12

| 1º Uniforme | 2º Uniforme |  |

- 2010-11

| 1º Uniforme | 2º Uniforme |  |

- 2008 (Legea)

| 1º Uniforme | 2º Uniforme |  |

- 2008 (daCapo)

| 1º Uniforme | 2º Uniforme |  |

- 2008 (Adidas)

| 1º Uniforme | 2º Uniforme |  |

- 2006-07

| 1º Uniforme | 2º Uniforme |  |